# Alain Richard Ebwelle
Alain Richard Ebwelle (* 28. září 1995, Ebolowa) je kamerunský fotbalový útočník či záložník, od července 2016 působící v týmu FK Senica. Mimo Kamerun působil na klubové úrovni ve Španělsku. Nastupuje na křídle, jeho fotbalovými vzory jsou Cristiano Ronaldo a Franck Ribéry.

## Klubová kariéra
Svoji fotbalovou kariéru začal v Nadaci svého krajana Samuela Eto'a a v roce 2007 přestoupil do slavného španělského klubu FC Barcelona, kde působil v akademii La Masia. V Barceloně strávil sedm let. V posledním roce tohoto angažmá nastupoval v Juniorské lize UEFA a připravoval se s A-týmem. Následně přestoupil před sezonou 2014/15 do mužstva Valencia CF, kde nastupoval v rezervním týmu (Valencia CF Mestalla). V létě 2015 v celku skončil a po půl roce bez angažmá přestoupil v únoru 2016 do celku CD Castellón.

### FK Senica
Před ročníkem 2016/17 se upsal slovenskému klubu FK Senica.

#### Sezona 2016/17
V dresu Senice debutoval 30. července 2016 v ligovém utkání 3. kola proti MFK Zemplín Michalovce (výhra 2:0), když v 84. minutě vystřídal Miloše Kratochvíla.